# Kościół Ducha Świętego w Ełku
Kościół Ducha Świętego w Ełku – rzymskokatolicki kościół parafialny należący do parafii pod tym samym wezwaniem (dekanat Ełk – Matki Bożej Fatimskiej diecezji ełckiej).
Budowa kościoła została rozpoczęta w 1998 roku. W dniu 8 czerwca 1999 roku Ojciec Święty Jan Paweł II, w czasie VII Pielgrzymki do Ojczyzny, podążając na plac celebry pobłogosławił będącą w budowie świątynię. Pierwsza msza święta połączona z poświęceniem świątyni została odprawiona 15 maja 2016 roku.